# Світла вулиця (Київ)
Сві́тла ву́лиця — вулиця в Дарницькому районі міста Києва, селище Бортничі. Пролягає від Харківської площі до вулиці Євгенія Харченка та Лісної вулиці.
Прилучається Автопаркова вулиця.

## Історія
Виникла як вулиця на незабудованому шосе на шляху до села Бортничі у 60-ті роки ХХ століття (сам шлях існував вже у 1-й половині XX століття). Сучасна назва — з 1971 року.
До кінця 1960-х років існувала Світла вулиця на Шулявці.